# Eric Mervyn Lindsay
Eric Mervyn Lindsay  (26 de enero de 1907 – 27 de julio de 1974) fue un astrónomo irlandés.

## Semblanza
Lindsay nació en The Grange cerca de Portadown (Condado de Armagh), en Irlanda. Era hijo de Richard y Susan Lindsay. Fue educado en Dublín, en la escuela del King's Hospital, y después asistió a la Universidad Queen’s de Belfast, donde obtuvo su graduación en ciencias en 1928 y su maestría en 1929. Posteriormente estudió en la Universidad de Harvard, donde obtuvo su doctorado en 1934 y a continuación viajó a Sudáfrica para realizar estudios de postgrado en astronomía.
El 20 de mayo de 1935 se casó con Sylvia Mussells en Ciudad del Cabo. Regresó a Irlanda en 1937 para ser director del Observatorio de Armagh, cargo que ocupó hasta su muerte de un ataque de corazón repentino.
Fue más conocido por su influencia política a favor de la astronomía que por sus descubrimientos astronómicos. Por ejemplo, fue responsable de persuadir al gobierno irlandés y a la Universidad de Harvard para que financiasen la fundación de un telescopio en Boyden Station (Sudáfrica) con el propósito de cartografiar los cielos del hemisferio sur. También tuvo un papel importante en la fundación del Planetario de Armagh.
Lindsay y su esposa Sylvia tuvieron un hijo, Derek Michael Lindsay, que nació en 1944. Derek fue profesor de Química en Nueva York, y falleció seis meses antes que su madre Sylvia en 1999.

## Premios y honores
- Orden del Imperio Británico, 1963.
- Miembro de la Real Academia Irlandesa, 1939.
- El cráter lunar Lindsay lleva este nombre en su memoria.